# Second snark de Celmins-Swart
Le second snark de Celmins-Swart est, en théorie des graphes, un graphe 3-régulier possédant 26 sommets et 39 arêtes. Publié en 1979 en même temps qu'un autre snark, le premier snark de Celmins-Swart, il doit son nom à U. A. Celmins et E. R. Swart, responsables de sa découverte.

## Propriétés

### Propriétés générales
Le diamètre du second snark de Celmins-Swart, l'excentricité maximale de ses sommets, est 5, son rayon, l'excentricité minimale de ses sommets, est 4 et sa maille, la longueur de son plus court cycle, est 5. Il s'agit d'un graphe 3-sommet-connexe et d'un graphe 3-arête-connexe, c'est-à-dire qu'il est connexe et que pour le rendre déconnecté il faut le priver au minimum de 3 sommets ou de 3 arêtes.

### Coloration
Le nombre chromatique du second snark de Celmins-Swart est 3. C'est-à-dire qu'il est possible de le colorer avec 3 couleurs de telle façon que deux sommets reliés par une arête soient toujours de couleurs différentes mais ce nombre est minimal. Il n'existe pas de 2-coloration valide du graphe.
L'indice chromatique du second snark de Celmins-Swart est 4. Il existe donc une 4-coloration des arêtes du graphe telle que deux arêtes incidentes à un même sommet soient toujours de couleurs différentes. Ce nombre est minimal.

### Propriétés algébriques
Le groupe d'automorphismes du second snark de Celmins-Swart est un groupe abélien d'ordre 2 : le groupe cyclique Z/2Z.
Le polynôme caractéristique  de la matrice d'adjacence  du second snark de Celmins-Swart est : {\displaystyle (x-3)(x-1)(x^{11}+3x^{10}-10x^{9}-32x^{8}+32x^{7}+110x^{6}-44x^{5}-143x^{4}+37x^{3}+68x^{2}-12x-9)(x^{13}+x^{12}-19x^{11}-17x^{10}+138x^{9}+102x^{8}-488x^{7}-257x^{6}+891x^{5}+239x^{4}-803x^{3}+11x^{2}+286x-77)}.